# Raluca Sandu
Raluca Sandu (n. 3 februarie 1980, București, România) este o fostă jucătoare profesionistă de tenis română. Pe 18 ianuarie 1999, ea a ajuns pe locul 68, cea mai înaltă poziție în clasamentul de simplu, în timp ce locul 228 a fost cea mai bună clasare la dublu, pe 13 septembrie 1999.

## Viața personală
Raluca este fiica fostului fotbalist român și fost președinte al Federației Române de fotbal, Mircea Sandu și al Simonei Arghir, fostă jucătoare de handbal și căpitan al Echipei Naționale de handbal a României. Raluca mai are un frate mai mare, Dan Mircea. 
Raluca a devenit profesionistă la vârsta de 15 ani și a ajuns în top 100. Ea a fost, de asemenea, clasată în top 10 în clasamentul ITF la juniori, ajungând în semifinală la Open SUA din 1995. Raluca a fost forțată să se retragă în 2004 din cauza leziunilor la umăr.

## Finale în circuitul ITF

### Individual: 11 (4–7)
| Legendă                    |
| -------------------------- |
| Turnee 100.000 $           |
| Turnee 75.000 $ / 80.000 $ |
| Turnee 50.000 $ / 60.000 $ |
| Turnee 25.000 $            |
| Turnee 15.000 $            |
| Turnee 10.000 $            |

| Rezultat     | No. | Data               | Turneu                     | Suprafață  | Adversar              | Scor          |
| Câștigătoare | 1.  | 24 aprilie 1995    | Bari, Italia               | Zgură      | Stefania Pifferi      | 6–2, 6–4      |
| Finalistă    | 2.  | 7 august 1995      | Istanbul 3, Turcia         | Hard       | Gülberk Gültekin      | 3–6, 1–6      |
| Câștigătoare | 3.  | 18 septembrie 1995 | Cluj-Napoca, România       | Zgură      | Katalin Marosi        | 6–3, 6–3      |
| Câștigătoare | 4.  | 10 februarie 1996  | Sunderland, Marea Britanie | Hard       | Samantha Smith        | 4–6, 7–5, 6–4 |
| Finalistă    | 5.  | 21 iulie 1996      | Darmstadt, Germania        | Zgură      | Cara Abe              | 2–6, 3–6      |
| Finalistă    | 6.  | 17 noiembrie 1996  | Bad Gögging, Germania      | Carpet (i) | Nirupama Vaidyanathan | 4–6, 1–6      |
| Finalistă    | 7.  | 2 martie 1997      | Bushey, Marea Britanie     | Carpet (i) | Olga Barabanschikova  | 1–6, 6–7      |
| Finalistă    | 8.  | 20 iulie 1997      | Darmstadt, Germania        | Zgură      | Pavlina Stoyanova     | 4–6, 1–6      |
| Finalistă    | 9.  | 12 aprilie 1998    | Estoril, Portugalia        | Zgură      | Barbara Schwartz      | 2–6, 3–6      |
| Câștigătoare | 10. | 26 iulie 1998      | Valladolid, Spania         | Hard       | Rita Kuti-Kis         | 6–3, 6–3      |
| Finalistă    | 11. | 24 iunie 2001      | Gorizia, Italia            | Zgură      | Eva Bes               | 0–6, 6–1, 3–6 |

| Legendă                    |
| -------------------------- |
| Turnee 100.000 $           |
| Turnee 75.000 $ / 80.000 $ |
| Turnee 50.000 $ / 60.000 $ |
| Turnee 25.000 $            |
| Turnee 15.000 $            |
| Turnee 10.000 $            |

| Rezultat     | No. | Data          | Turneu             | Surface | Parteneră    | Adversari în finală                   | Scor     |
| Finalistă    | 1.  | 7 august 1995 | Istanbul 3, Turcia | Hard    | Alice Pîrșu  | Gülberk Gültekin Selin Nassi Tekikbas | 2–6, 2–6 |
| Câștigătoare | 2.  | 20 iunie 1999 | Marseille, Franța  | Zgură   | Gisela Riera | Eva Martincová Lenka Němečková        | 6–4, 7–6 |
| Finalistă    | 3.  | 1 august 1999 | Bytom, Polonia     | Zgură   | Gisela Riera | Eva Bes-Ostáriz Magdalena Grzybowska  | 4–6, 5–7 |

| Legendă                    |
| -------------------------- |
| Turnee 100.000 $           |
| Turnee 75.000 $ / 80.000 $ |
| Turnee 50.000 $ / 60.000 $ |
| Turnee 25.000 $            |
| Turnee 15.000 $            |
| Turnee 10.000 $            |

| Rezultat     | No. | Data          | Turneu             | Surface | Parteneră    | Adversari în finală                   | Scor     |
| Finalistă    | 1.  | 7 august 1995 | Istanbul 3, Turcia | Hard    | Alice Pîrșu  | Gülberk Gültekin Selin Nassi Tekikbas | 2–6, 2–6 |
| Câștigătoare | 2.  | 20 iunie 1999 | Marseille, Franța  | Zgură   | Gisela Riera | Eva Martincová Lenka Němečková        | 6–4, 7–6 |
| Finalistă    | 3.  | 1 august 1999 | Bytom, Polonia     | Zgură   | Gisela Riera | Eva Bes-Ostáriz Magdalena Grzybowska  | 4–6, 5–7 |